# الجبية (حزم العدين)

تعديل مصدري - تعديل

الجبية محلة تابعة لقرية المحرور، التابعة لعزلة الاسلوم بمديرية حزم العدين إحدى مديريات محافظة إب في الجمهورية اليمنية، بلغ تعداد سكانها 62 حسب تعداد اليمن لعام 2004.